# دوري نجوم قطر 2024–25
دوري نجوم قطر 2024–25 أو دوري نجوم أريدُ لأسباب الرعاية. هو الموسم الحادي والخمسون من دوري نجوم قطر. وشارك فيه 12 نادياً.

## الفرق

### الملاعب والمواقع
| النادي   | المدينة/البلدة | الملعب                  | السعة  |
| -------- | -------------- | ----------------------- | ------ |
| أم صلال  | الدوحة         | استاد ثاني بن جاسم      | 21,872 |
| الأهلي   | الدوحة         | ملعب حمد بن خليفة       | 12,000 |
| الدحيل   | الدوحة         | استاد عبد الله بن خليفة | 10,000 |
| الريان   | الريان         | ملعب أحمد بن علي        | 47,343 |
| الخور    | الخور          | استاد الخور             | 11,015 |
| السد     | الدوحة         | ملعب جاسم بن حمد        | 13,030 |
| الشحانية | الشحانية       | ملعب حمد الكبير         | 13,000 |
| الشمال   | الشمال         | استاد الشمال            | 5,000  |
| العربي   | الدوحة         | ملعب حمد الكبير         | 12,000 |
| الغرافة  | الدوحة         | استاد ثاني بن جاسم      | 21,872 |
| قطر      | الدوحة         | ملعب سحيم بن حمد        | 12,000 |
| الوكرة   | الوكرة         | استاد الجنوب            | 44,325 |